# J.R. Montgomery Company Industrial Complex

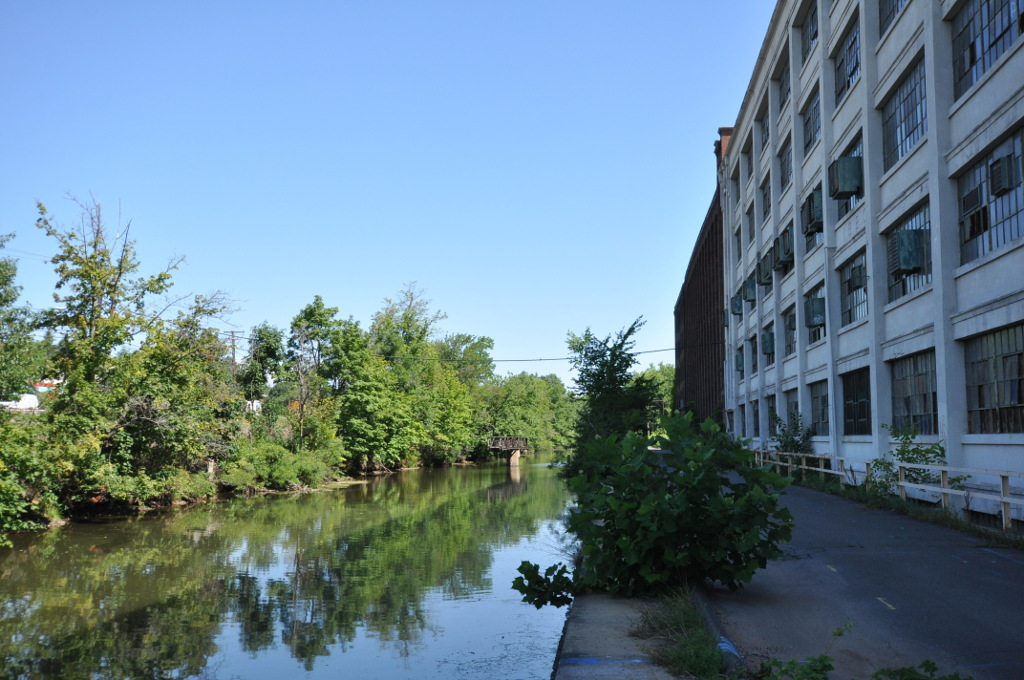
Der Enfield Canal, rechts die Fabrikanlage

Der J.R. Montgomery Company Industrial Complex ist eine ehemalige Fabrikanlage in der Stadt Windsor Locks in Connecticut, Vereinigte Staaten.
Die ehemalige Baumwollspinnerei wurde 1871 auf einer Insel zwischen dem Enfield Canal und dem Connecticut River errichtet und 1989 geschlossen. Die fünf erhaltenen Gebäude wurden am 29. Dezember 2017 in das National Register of Historic Places (NRHP) aufgenommen. Zwei davon sind Ziegelsteinbauten, wie sie für das ausgehende 19. und beginnende 20. Jahrhundert typisch waren. Zwei weitere Bauwerke stammen aus dem Jahr 1920. Geplant und aus Beton gebaut wurden sie von Buck & Sheldon, Inc. Der Komplex wird zu Wohnzwecken umgebaut.